# Fútbol en los Juegos Bolivarianos de 2022
La competencia de Fútbol en los Juegos Bolivarianos de 2022, se disputó entre el 26 de junio y el 5 de julio de 2022 en el Estadio Armando Maestre Pavajeau  de Valledupar.
El torneo se disputó en la categoría Sub-17 Masculino y en Sub-20 Femenino.

## Sedes
| Valledupar                       |
| -------------------------------- |
| Estadio Armando Maestre Pavajeau |
|                                  |

## Torneo masculino

### Participantes
| Bandera de Bolivia | Bandera de Colombia | Bandera de Paraguay | Bandera de la República Dominicana |
| Bolivia            | Colombia            | Paraguay            | República Dominicana               |
| ------------------ | ------------------- | ------------------- | ---------------------------------- |

### Resultados
| Evento    | Oro      | Plata   | Bronce   |
| --------- | -------- | ------- | -------- |
| Masculino | Paraguay | Bolivia | Colombia |

## Torneo femenino

### Participantes
| Bandera de Colombia | Bandera de Panamá | Bandera de Paraguay | Bandera de Venezuela |
| Colombia            | Panamá            | Paraguay            | Venezuela            |
| ------------------- | ----------------- | ------------------- | -------------------- |

### Resultados
| Evento   | Oro      | Plata    | Bronce    |
| -------- | -------- | -------- | --------- |
| Femenino | Colombia | Paraguay | Venezuela |

## Medallero
| Núm. | País      | Oro | Plata | Bronce | Total |
| ---- | --------- | --- | ----- | ------ | ----- |
| 1    | Paraguay  | 1   | 1     | 0      | 2     |
| 2    | Colombia  | 1   | 0     | 1      | 2     |
| 3    | Bolivia   | 0   | 1     | 0      | 1     |
| 4    | Venezuela | 0   | 0     | 1      | 1     |